# Zulip
Zulipは、2012年にJeff Arnold、Waseem Daher、Jessica McKellar、Tim Abbottによって作成されたオープンソースのチャット、コラボレーティブソフトウェアである。現在、ZulipはSlackに代わる自由かつオープンソースのソフトウェアの1つであり、2024年3月時点で910人以上の貢献者によって56,000以上のコミットが行われている。

## 概要
Zulipでは、コミュニケーションはストリームによって行う。各ストリームにはいくつかのトピックを含めることができる。Zulipは独自のスレッドモデルを採用しており、各メッセージは内容と共にトピックも持つ。Zulipはこの特徴によって「その日の会議の後に内容を把握するのが容易になる」ので生産性が向上すると主張している。これ以外に、Zulipはメッセージへのリアクション、メッセージの検索履歴、投票、ダイレクトメッセージ、グループメッセージなどのコラボレーションアプリの標準的な機能を提供している。Zulipのストリームはプライベートまたはパブリックにできる。プライベートストリームのメッセージは招待されたメンバーだけが閲覧できるが、パブリックストリームは組織内の誰でも参加できる。Zulipのメッセージは画像、リンク、ファイルを添付してプレーンテキストまたはMarkdownを使用して送信できる。Zulipは機能を拡張できる数百のサービスとのネイティブ統合のサポートも提供する。

## 公式クライアントアプリ
ウェブインターフェースとは別に、Zulipは他のクライアントを公式にサポートしており、全てオープンソースである:
- Zulip Mobile - iOSとAndroid向けのモバイルアプリ。
- Zulip Desktop Client - Windows、macOS、Linux向けのデスクトップクライアント。
- Zulip Terminal - Linux、macOS、Windows（WSL）向けのターミナルクライアント。